# Židovský hřbitov v Lukách
Židovský hřbitov v Lukách se nalézá asi 1 km na západ od obce vpravo od silnice do Záhoří, v místech jejího nejvyššího stoupání do Záhořského vrchu.

## Historie
Ze hřbitova založeného nejpozději v 17. století se do dnešních dní zachovaly pouze zbytky stavebních prvků. Jedná se o poškozenou ohradní zeď, ruiny vstupní brány a obřadní síně. Na ploše 2226 m2 se nacházejí pouze tři náhrobní kameny. Hřbitov poničený nacisty, jehož zkáza byla završena po válce, je neudržovaný a zcela zarostlý plevelem a náletovými křovinami.
Židovská komunita v Lukách přestala existovat v roce 1939.